# Rob Kaman
Rob Kaman, geboren als Robert Diem (Amsterdam, 5 juni 1960 – Skopelos, 30 maart 2024), was een Nederlands kickbokser.

## Biografie
Kaman raakte op 16-jarige leeftijd geïnteresseerd in vechtsporten en begon te trainen in de vechtkunst pencak silat bij Ruud van Weldam. Twee jaar later zag hij een wedstrijd van kickbokser Lucien Carbin, waarna hij begon te trainen in het thaiboksen en kickboksen bij Mejiro Gym, eerst onder Carbin en daarna werd Jan Plas zijn trainer. 
In 1980 werd Kaman een A-klasse vechter. De meeste van zijn gevechten won hij op knock-out. Van zijn 112 officiële partijen won hij er 97, waarvan 77 via knock-out. Het keerpunt voor hem was zijn gevecht tegen Blinky Rodriquez, de neef van Benny Urquidez. Kaman versloeg hem in de tweede ronde via knock-out met een lage trap tegen het been. Vanaf dat moment begon Kaman meer en meer te vechten in Thailand. Zijn eerste gevecht in Thailand was tegen Dennoi, een lokale kampioen. Kaman won door K.O. en werd vervolgens gevraagd om te vechten tegen de toenmalige Thaise kampioen Lakchart in Bangkok.
Op 23 september 1983 vocht hij tegen de Amerikaan John Moncayo in Miami voor de wereldtitel WKA kickboksen. Kaman, alias Mr. Low Kick, won door knock-out in de derde ronde en werd daarmee de eerste Europese WKA-wereldkampioen kickboksen.
In 1990 werd in een uitverkochte Jaap Edenhal, Amsterdam voor de tweede maal een super fight georganiseerd tussen Rob Kaman en opkomende vechter Ernesto Hoost. Het gevecht "Ernesto Hoost vs. Rob Kaman 2" werd voor de tweede keer gewonnen door Kaman, in de vijfde ronde. Veel fans en kenners noemen dit nog steeds een van de beste kickboks gevechten ooit.
Kaman won in 1995 het toernooi K-2 in Parijs. Dit was in de gewichtsklasse onder de 90 kilo. In totaal werd hij uiteindelijk 9 keer wereldkampioen in het kickboksen en thaiboksen. Na zijn lange vechtsportcarrière verdiende hij zijn geld als trainer en met het geven van vechtsport seminars.

### Acteur
Tegen het einde van zijn sportcarrière probeerde Kaman een carrière als acteur. Hij speelde in drie films met Jean-Claude Van Damme: Legionnaire, Maximum Risk en Double Team met Dennis Rodman en Mickey Rourke. In 1993 produceerde Nikko Toshogu Press acht videobanden over Muay Thai-training met Kaman en één videoband met hoogtepunten en knock-outs uit zijn carrière.

## Privé
Kaman was getrouwd met filmschrijver Carlotta Torchia. Ze kregen samen een kind.

### Overlijden
Rob Kaman overleed op 30 maart 2024 op 63-jarige leeftijd in Griekenland op het eiland Skopelos.

## Titels
- 1995 K-2 France Grand Prix '95 Champion
- 1992-94 I.S.K.A. Oriental Rules Light Heavyweight World Champion
- 1992 I.S.K.A. Full Contact Super Middleweight World Champion
- 1992 W.K.A. Full Contact Super Light Heavyweight World Champion
- 1990 I.M.T.F  Muay Thai Light Heavyweight World Champion
- 1989-90 W.K.A. Full Contact Light Heavyweight World Champion
- 1988-89 W.K.A. Full Contact Light Heavyweight World Champion
- 1984 P.K.A. Full Contact European Champion
- 1983-87 W.K.A. Full Contact Middleweight World Champion
- I.K.B.F. Full Contact Light Heavyweight World Champion